# Dagmar Šuster
Dagmar Šuster, slovenski pravnik, gospodarstvenik, športni delavec in politik, * 30. julij 1944.
Bil je član prve sestave Državnega sveta Republike Slovenije. (1992–1997)